# سحامة بن عبد الرحمن الأصم
سحامة بن عبد الرحمن الأصم البصري الواسطى، تابعي من صغار التابعين، ومُحدث ذكره ابن حبان في الثقات، وروى له محمد بن إسماعيل البخاري حديثًا في الأدب المفرد.

## روايته للحديث النبوي
- روى عن: أنس بن مالك.
- روى عنه: أبو قُتَيبة سَلْم بْن قُتَيْبَة، وأَبُو عَامِر عَبد المَلِك بْن عَمْرو الْعَقَدِيّ، ومحمد بْن ربيعة الكِلابي، ومسلم بْن إِبْرَاهِيم، ووكيع بن الجراح.[1]
- الجرح والتعديل: ذكره ابن حبان في كتاب الثقات أتباع التابعين، وروى له محمد بن إسماعيل البخاري حديثًا في الأدب المفرد.[1]